# Monteregio di Massa Marittima Vin Santo
Il Monteregio di Massa Marittima Vin Santo è un vino DOC la cui produzione è consentita nella provincia di Grosseto.

## Caratteristiche organolettiche
- colore: dal paglierino al dorato, fino all'ambrato intenso
- odore: etereo, intenso, caratteristico
- sapore: armonico, vellutato, con più pronunciata rotondità per il tipo amabile

## Produzione
Provincia, stagione, volume in ettolitri
- Grosseto  (1994/95)  12,25
- Grosseto  (1995/96)  40,95
- Grosseto  (1996/97)  24,15